# Lambda Aurigae
Lambda Aurigae is een tweevoudige ster met een spectraalklasse van G1.V en M.V. De ster bevindt zich 40,97 lichtjaar van de zon.